# Léo Delibes
Léo Delibes, född 21 februari 1836 i La Flèche i Sarthe, död 16 januari 1891 i Paris, var en fransk tonsättare. 
Delibes utbildade sig vid Pariskonservatoriet. Han var från 1853 organist vid kyrkan S:t Jean et S:t François i Paris och ackompanjatör vid Théâtre Lyrique. 1865 blev han körledare vid stora operan och 1881 kompositionslärare vid konservatoriet.
Sin största framgång fick Delibes med baletten Coppélia, som bygger på en berättelse av E.T.A. Hoffmann, och framfördes på operan 1870. Succén följde han upp 1873 med operan Le roi l'a dit, 1876 med baletten Sylvia, samt 1883 med operan Lakmé. Den första baletten, La Source, (källan), skrev han 1866 i samarbete med tonsättaren Léon Minkus. Delibes skrev 1882 ett antal pastischer på gamla melodier och danser till Victor Hugos skådespel Le Roi s'amuse. De kom att ligga till grund för Verdis opera Rigoletto. Operan Lakmé innehåller den kända klockarian men det mest kända stycket i operan är Blomduetten, som använts flitigt i filmer och reklamfilmer. Kassya var Delibes sista opera. Ett mycket berömt och omtyckt stycke är den lilla mässan "Messe breve" för damkör och orgel.

## Verkförteckning (urval)

### Balett
- La Source (med Léon Minkus, 1866)
- Coppélia (1870)
- Sylvia ou la Nymphe de Diane (1876)

### Opera
- Monsieur de Bonne-Étoile (1860)
- La Cour du roi Pétaud (1869)
- Le roi l’a dit (1873)
- Jean de Nivelle (1880)
- Lakmé (1883)
- Kassya (1893, postumt)

### Operett
- Deux sous de charbon (1856)
- Deux vieilles gardes (1859)
- L'Omelette à la Follembuche (1859)
- Le Serpent à plumes (1864)
- L'Écossais de Chatou (1869)